# الخطيم بن نويرة العبشمي
الخطيم بن نويرة العبشمي المحرزي العكلي (ولد: غير معروف - توفي 100 هـ - 718م) ، من شعراء العصر الأموي. اشتهر بكونه من الصعاليك, وسكن البادية وكان من لصوصها. أدرك جريرا والفرزدق ولم يلقهما. وهو من أهل الدهناء وحركته فيما بين اليمامة وهجر. اشتهر باللصوصية واعتقل وسجن بنجران زمنا طويلا. وأدرك ولاية سليمان بن عبد الملك (96 هـ - 99 هـ) وهو في السجن، فبعث إليه بقصيدة طويلة رائية وبثانية دالية مازالتا من محفوظ شعره.